# Universidad de Nagaoka
La Universidad de Nagaoka (en inglés: Nagaoka University, 長岡大学 (Nagaoka daigaku?) es una universidad privada de Nagaoka, Niigata, Japón. Un antecedente de esta universidad fue la escuela técnica fundada en 1905. En 1971, la institución fue reorganizada como Centro para jóvenes mujeres y en 1973 pasó a admitir al género masculino y defender la coeducación.[cita requerida] Uno de los primeros profesores de la universidad de las Mujeres fue Kanai Yoshiko. En 2001 se convirtió en universidad con estudios de grado .[cita requerida]

## Programa de estudios

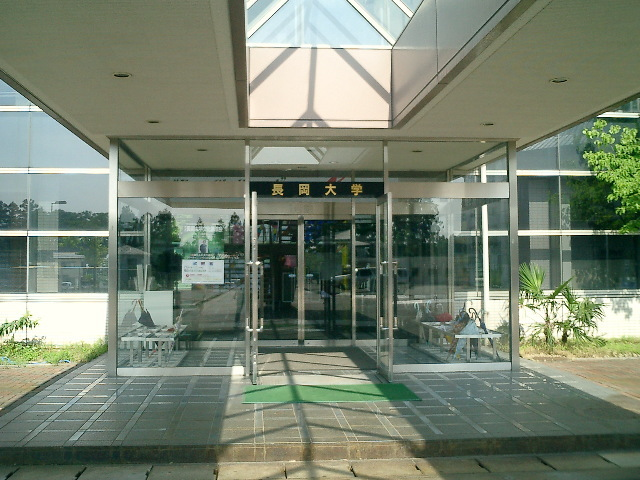
Entrada a una de sus escuelas.

En abril de 2013 amplió su abanico de estudios, incluyendo grados en:
- Economía y Medio ambiente
- Economía y Salud
- Urbanismo
- Comunicación internacional
- Negocios
- Gestión de Recursos Humanos
- Estrategia empresarial
- Contabilidad empresarial
- Marketing